# لنگیر علیا
لنگیر علیا، روستایی از توابع بخش زیدون شهرستان بهبهان در استان خوزستان ایران است.

## جمعیت
این روستا در بخش زیدون شهرستان بهبهان قرار دارد و براساس سرشماری مرکز آمار ایران در سال ۱۳۸۵، جمعیت آن ۶۲۸ نفر (۱۴۲خانوار) بوده‌است.